# Kasaan (Alasca)
Kasaan é uma cidade localizada no estado americano de Alasca, no Prince of Wales-Outer Ketchikan Census Area.

## Demografia
Segundo o censo americano de 2000, a sua população era de 39 habitantes.
Em 2006, foi estimada uma população de 35, um decréscimo de 4 (-10.3%).

## Geografia
De acordo com o United States Census Bureau, a localidade tem uma área de 16,2 km², dos quais 13,8 km² cobertos por terra e 2,4 km² cobertos por água.

## Localidades na vizinhança
O diagrama seguinte representa as localidades num raio de 48 km ao redor de Kasaan.